# Мургоч, Елена
Елена Мургоч (рум. Elena Murgoci; Васлуй, 20 мая 1960—Тырговиште, 24 августа 1999) — румынская легкоатлетка.

## Карьера
В возрасте 17 лет её заметил Петре Мургоч, который стал ей тренером.
В 1986 победила марафон в Тель-Авиве с результатом 2:49:32 и марафон в Пхеньяне с результатом 2:37:11. В 1987 выиграла Карл Маркс Штадт Марафон в Хемниц с результатом 2:37:15. В 1988 победила марафон в Амстердаме с результатом 2:41:56, а год позже выиграла роттердамский марафон с результатом 2:32:03 (рекорд страны и трассы).
В 1992 заняла 32-е место на олимпийских играх с результатом 3:01:46.
Шестикратная чемпионка Румынии в марафоне (1985—1989, 1992) и трёхкратная в беге на 10 000 м (1986, 1988, 1989). Во время карьеры установила 11 рекордов страны.
На чемпионате мира по полумарафону 1993 заняла 5-е место в личном первенстве и победила в командном.
В сентябре 1996 румынская федерация лёгкой атлетики дисквалифицировала её пожизненно за допинг.

## Личные рекорды
Источник:
- бег на 3000 м — 8:58,28 (1988 г.)
- бег на 5000 м — 15:27,29 (Бухарест, 31 июля 1993)
- бег на 10 000 м — 32:08,60 (Бухарест, 3 июля 1993)
- полумарафон — 1:10:13 (Бухарест, 21 августа 1993)
- марафон — 2:32:03 (Роттердам, 16 апреля 1989, роттердамский марафон)[16]

## Судьба после окончания карьеры
После окончания карьеры работала как легкоатлетический тренер и деятель. 24 августа 1999 была убита своим сожителем, Ионом Констандаке. Похоронена 28 августа в Редиу.

## Личная жизнь
С брака со своим тренером, Петре Мургочим, у неё был сын Петру.